# هانس مولدنهاور
هانس مولدنهاور (انگلیسی: Hans Moldenhauer; ۱۰ آوریل ۱۹۰۱ – ۲۹ دسامبر ۱۹۲۹) یک تنیس‌باز اهل آلمان بود.